# 多元處理
多元處理，也譯為多进程、多處理器處理、 多重處理，指在一個單一電腦系統中，使用二個或二個以上的中央處理器，以及能夠將計算工作分配給這些處理器。擁有這個能力的電腦系統，也被稱為是多元處理器系統（Multiprocessing system）。
當系統擁有多個處理器時，在同一時間中，可能有數個程式在執行。有時候，運行并发性程式，也會被稱為是多元處理。只是當使用在軟體時，通常會稱為多元程式（multi-programming），或多任務處理（multitasking）。多元處理主要用於指超過一個以上處理器的電腦硬體架構的計算能力。

## 分類

### 處理器對稱
在多元處理環境中，擁有多元處理能力的作業系統，可以分成對稱式（symmetric）與非對稱式（asymmetric）兩種。
在對稱多處理（Symmetric multiprocessing）架構中，每個處理器的地位都平等，擁有同樣的權限可以使用系統資源。在非對稱式架構中，處理器之間的地位並不平等，系統資源以不同方式來分配給特定處理器。非對稱架構，可分成非對稱多處理（Asymmetric multiprocessing）系統、非均匀访存模型系統、與叢集多處理系統。

### 指令與資料流
- SISD
- SIMD
- MISD
- MIMD

### 處理器耦合
緊密耦合（Tightly-coupled）多元處理系統，是指多個處理器，以匯流排緊密連接。在對稱多處理架構與均匀访存模型中，這類型電腦系統，會共用主記憶體。在非均匀访存模型中，各個處理器依記憶體階層，擁有自己的記憶體空間。
鬆散耦合（Loosely-coupled）多元處理系統，各個處理器，通常是透過高速的網路裝置（例如千兆乙太網路），來彼此傳遞訊息。